# Neelie Kroesová

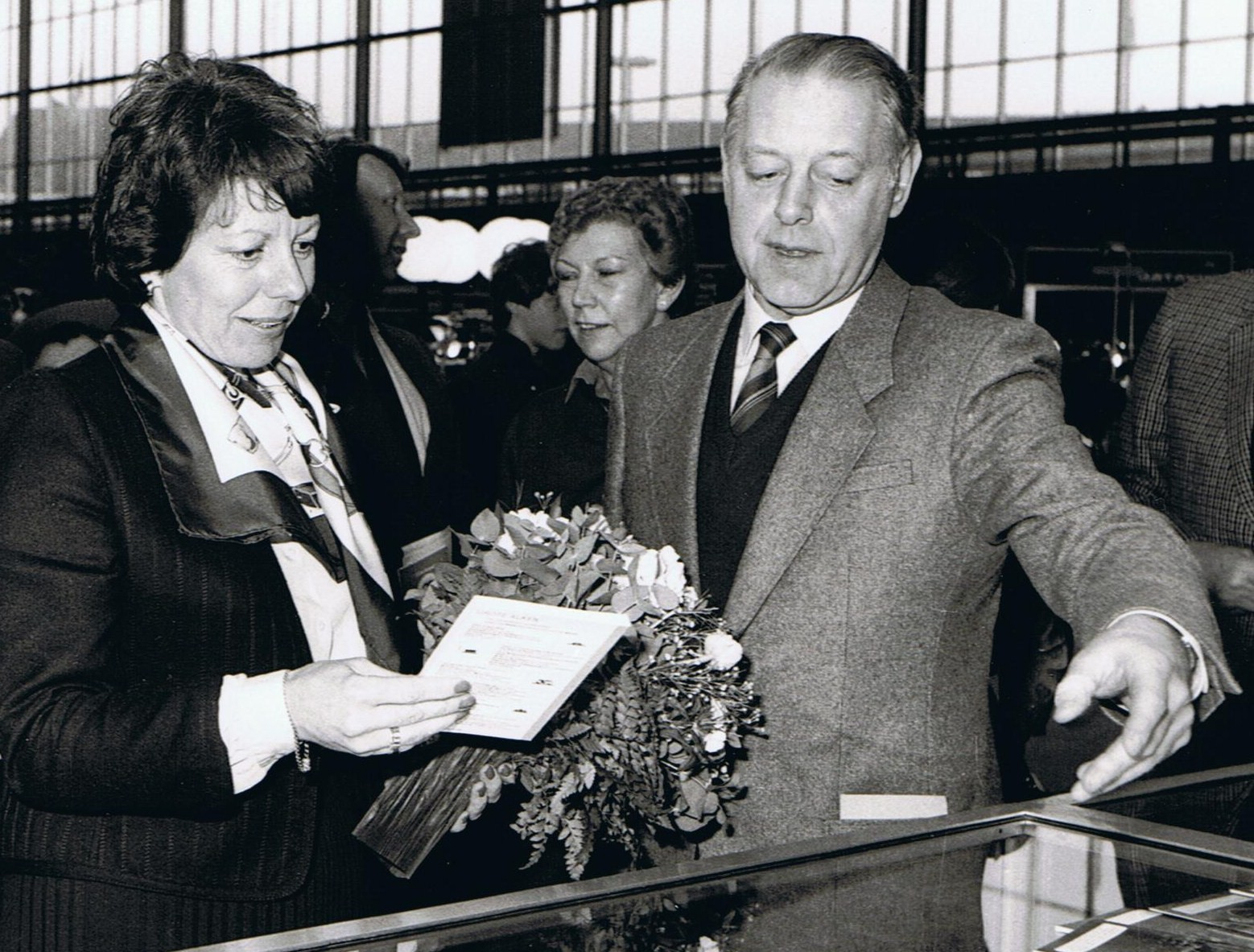
Neelie Kroesová a Wim Simons (1975)

Neelie Kroesová (* 19. července 1941, Rotterdam, Nizozemsko) je nizozemská podnikatelka a politička za Lidovou stranu pro svobodu a demokracii, v současnosti členka Evropské komise.

## Biografie
V 60. letech vystudovala ekonomii na Erasmově univerzitě v Rotterdamu. V 70. a 80. letech 20. století byla opakovaně členkou nizozemského parlamentu i nizozemské vlády. Od 90. let pracovala pro řadu velkých korporací. Od listopadu 2004 se stala členkou Evropské komise v čele s José Barrosem a jejím portfóliem se stala hospodářská soutěž. Od 9. února 2010 působila jako místopředsedkyní v tzv. druhé Barrosově Evropské komise, v rámci které měla na starosti digitální agendu.

### Kritika
V roce 2016 čelí kritice, že v řídila firmu v daňovém ráji v době, kdy působila v Evropské komisi, a že o svém podnikání neinformovala.